# Joris van Brederode
Joris van Brederode, ook wel de bastaard genoemd, (ca. 1460 - Delft, juni 1489) was burgemeester van Rotterdam (1479-81), kastelein van Batenstein en een verwoede Hoek tijdens de Jonker Fransenoorlog.

## Biografie
Joris van Brederode was een natuurlijke zoon van Gijsbrecht van Brederode, de bisschop-elect van Utrecht. In 1479 stond hij zodanig in de gunst van - en het vertrouwen bij Wolfert VI van Borselen, stadhouder van Holland, dat deze bij zijn vertrek naar Zeeland de verantwoording over - en het burgemeesterschap van de stad Rotterdam aan hem overliet. Bij de komst van de aartshertog Maximiliaan in oktober 1480, bood Joris hem de sleutels van Rotterdam aan. De vorst bevestigde hem aanvankelijk in het opperbevel over de stad, maar op aandrang van Kabeljauwse heren onthief hij hem weldra van dat ambt. 
Kort daarna werd Joris van Brederode de slotvoogd van Vianen en Batenstein, maar voegde zich later bij de Hoekse bannelingen te Sluis en met zijn neef Frans van Brederode als nieuwgekozen leider der Hoeken, kwam hij in 1488 weer in Rotterdam terug (zie ook; Inname van Rotterdam (1488). Op 6 februari zakte hij met Daniel Lepeltak aan het hoofd van 300 manschappen en negen roeijachten, de Maasstroom af tot recht voor Schiedam, en stapte bij het Overmaase aan wal, waar zij de dorpen Rhoon en Poortugaal met het Slot Valckesteyn plunderden. Bij vertrek staken zij vele woningen en boerderijen in brand. Vanuit Schiedam kwam er echter reactie en werd er actie ondernomen met een honderdtal krijgsmannen die met hun roeijachten de Maas overstaken en vervolgens met de Hoekse onder van Brederode in gevecht raakten. Bij dit gevecht werd Joris van Brederode gevangengenomen. Nadat Rotterdam in 1489 aan de stadhouder Jan III van Egmont overgegaan was, werd Joris te Delft onthoofd, waarna zijn hoofd naar Schoonhoven werd gezonden, en aldaar op een hoge staak boven de poort gespietst. Hij was gehuwd met Maria Ruigrok.